# Hattie Jacques
Hattie Jacques, właśc. Josephine Edwina Jacques (ur. 7 lutego 1922 w Sandgate, zm. 6 października 1980 w Londynie) – brytyjska aktorka komediowa i charakterystyczna, współcześnie pamiętana przede wszystkim ze swoich występów w filmach z cyklu Cała naprzód oraz wieloletniej współpracy z aktorem i komikiem Erikiem Sykesem, z którym tworzyła duet w kilku serialach telewizyjnych.

## Życiorys

### Kariera zawodowa
Jej ojciec był pilotem Royal Air Force. Zginął w wypadku samolotu wojskowego, gdy Hattie miała 18 miesięcy. W czasie II wojny światowej służyła jako pielęgniarka w szpitalu polowym. W wieku 20 lat zaczęła regularnie występować w londyńskich teatrach, początkowo głównie w repertuarze rewiowym i pantomimie. Pod koniec lat 40. zaczęła grywać w radiowych serialach komediowych, a nieco później po raz pierwszy wystąpiła w telewizji.
W 1948 zadebiutowała na dużym ekranie, a w 1951 zagrała swoją pierwszą większą rolę, w filmie Scrooge, na motywach „Opowieści wigilijnej” Charlesa Dickensa. W 1958 zagrała w pierwszym filmie z cyklu Cała naprzód, Szeregowcu do dzieła. W ciągu kolejnych kilkunastu lat wystąpiła jeszcze w trzynastu obrazach z tej serii. Jacques była tam zwykle obsadzana w rolach bardzo poważnych, wręcz groźnych pań na kierowniczych stanowiskach. Pozwalała przy tym na robienie żartów ze swojej obfitej figury. W latach 1960–1979 blisko współpracowała z Erikiem Sykesem, którego poznała w latach 50., przygotowując jeden z seriali radiowych. Sykes i Jacques grali zwykle parę mieszkających ze sobą, mimo dojrzałego już wieku, niezbyt podobnych do siebie bliźniąt. Występowali razem w kilku serialach telewizyjnych, a także na estradzie.
W latach 70. systematycznie podupadała na zdrowiu, co wynikało z jej znacznej otyłości, jak i ogromnych ilości wypalanych papierosów. W pewnym momencie ważyła nawet 127 kilogramów. W efekcie miała problemy z oddychaniem, wysokim ciśnieniem, stawami i opuchniętymi kończynami. Była przez to zmuszona do ograniczenia swych występów w filmie i telewizji, ponieważ firmy ubezpieczeniowe uważały zdjęcia z jej udziałem za zbyt ryzykowne i nie chciały wystawiać na nie polis, co z kolei stawiało producentów w trudnej sytuacji. Utrzymywała się wówczas głównie z występów scenicznych. W październiku 1980 przeszła atak serca, który okazał się śmiertelny. Miała 56 lat.

### Życie prywatne
W latach 1949–1965 jej mężem był znany aktor komediowy John Le Mesurier. Ich rozwód został szeroko nagłośniony przez brukowe media, które winą za rozpad małżeństwa obarczyły Johna, ten zaś nie próbował tego prostować. Dopiero prace biografów prowadzone wiele lat po śmierci obojga (Le Mesurier zmarł w 1984) wykazały, iż w istocie przyczyną rozwodu był romans Hattie ze znacznie młodszym mężczyzną, który zresztą stosunkowo szybko ją opuścił.